# Taksiárches
Taksiárches är en ort i Grekland.   Den ligger i prefekturen Nomarchía Anatolikís Attikís och regionen Attika, i den sydöstra delen av landet, 28 km nordost om huvudstaden Aten. Taksiárches ligger 252 meter över havet och antalet invånare är 116.
Terrängen runt Taksiárches är kuperad.Runt Taksiárches är det ganska tätbefolkat, med 100 invånare per kvadratkilometer. Närmaste större samhälle är Acharnes, 17,1 km sydväst om Taksiárches. Trakten runt Taksiárches består till största delen av jordbruksmark.